# Devecser vasútállomás
Devecser vasútállomás egy Veszprém vármegyei vasútállomás, Devecser településen, a MÁV üzemeltetésében.
A város belterületének északi szélén helyezkedik el, nem messze a 8-as főúttól, annak déli oldalán. Közúti megközelítését a 7324-es út kezdeti szakaszából nyugat felé kiágazó, szűk 400 méteres hosszúságú, 73 315-ös számú mellékút (települési nevén Vas utca) biztosítja.

## Vasútvonalak
Az állomást az alábbi vasútvonalak érintik:
- Székesfehérvár–Szombathely-vasútvonal

## Kapcsolódó állomások
A vasútállomáshoz az alábbi állomások vannak a legközelebb:
- Ajka-Gyártelep megállóhely (Székesfehérvár–Szombathely-vasútvonal)
- Somlóvásárhely megállóhely (Székesfehérvár–Szombathely-vasútvonal)

## Forgalom
| Járat            | Útvonal | Gyakoriság           |
| ---------------- | --- | -------------------- |
| személyvonat     | Budapest-Déli – Budapest-Kelenföld (← Gárdony) – Székesfehérvár – Várpalota – Pétfürdő – Öskü – Hajmáskér – Veszprém – Ajka (← Ajka-Gyártelep ← Devecser ← Somlóvásárhely ← Tüskevár ← Karakószörcsök ← Kerta ← Boba ← Nemeskocs ← Celldömölk)                                    | Napi 1 Budapest felé |
| személyvonat     | Veszprém – Márkó – Herend – Szentgál – Városlőd – Városlőd-Kislőd – Ajka – Ajka-Gyártelep – Devecser – Somlóvásárhely – Tüskevár – Karakószörcsök – Kerta – Boba – Nemeskocs – Celldömölk – Kemenesmihályfa – Nagysimonyi – Ostffyasszonyfa – Sárvár – Porpác – Vép – Szombathely | Napi 3-4 pár         |
| Bakony InterCity | Budapest-Déli – Budapest-Kelenföld – Székesfehérvár – Várpalota – Pétfürdő – Öskü – Hajmáskér – Veszprém – Ajka – Devecser – Boba – Celldömölk – Sárvár – Szombathely | 2 óránként           |